# Dolkneushaai
De dolkneushaai (Isogomphodon oxyrhynchus) is een vis uit de familie van roofhaaien (Carcharhinidae), orde grondhaaien (Carcharhiniformes), die voorkomt in het westen en het zuidwesten van de Atlantische Oceaan.

## Anatomie
De dolkneushaai kan een maximale lengte bereiken van 160 centimeter. Het lichaam van de vis heeft een langgerekte vorm. 

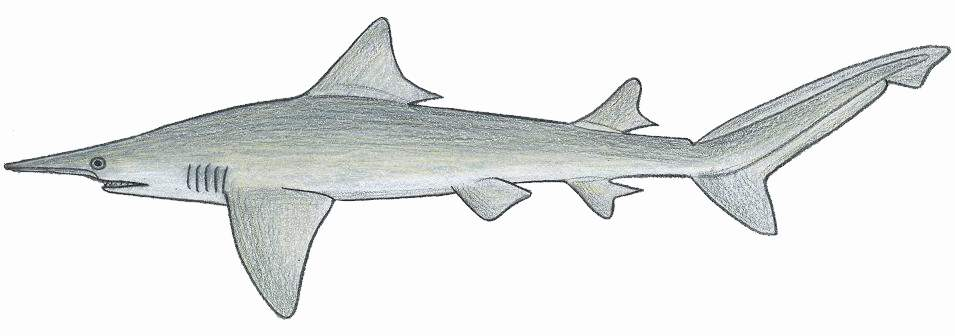

## Leefwijze
De dolkneushaai is een zout- en brakwatervis die voorkomt in een tropisch klimaat.  De soort is voornamelijk te vinden in kustwateren (zoals estuaria, lagunes en brakke zeeën), getijdestromen en rotsachtige wateren. De diepte waarop de soort voorkomt is maximaal 15 meter onder het wateroppervlak. 
Het dieet van de vis bestaat hoofdzakelijk uit dierlijk voedsel. Hij eet macrofauna en jaagt op andere vis (het is een roofvis).